# Aurotipula aperta
Aurotipula aperta är en tvåvingeart som först beskrevs av Edwards 1923.  Aurotipula aperta ingår i släktet Aurotipula och familjen storharkrankar. Inga underarter finns listade i Catalogue of Life.